# Cupressus fallax
Cupressus fallax — вид голонасінних рослин з родини кипарисових (Cupressaceae).

## Поширення
Ендемік південно-центрального Китаю.